# Castanheira do Ribatejo (stacja kolejowa)
Castanheira do Ribatejo (port: Estação Ferroviária de Castanheira do Ribatejo) – stacja kolejowa w Castanheira do Ribatejo, w regionie Lizbona, w Portugalii. Jest obsługiwana wyłącznie przez pociągi podmiejskie CP Urbanos de Lisboa, przez Linha da Azambuja.

## Historia
Odcinek między Lizboną i Carregado została otwarta w dniu 28 października 1856. W tym samym czasie otwarto stację kolejową.

## Linie kolejowe
- Linha do Norte